# Campeonato Europeo de Patinaje Artístico sobre Hielo de 2011
El CII Campeonato Europeo de Patinaje Artístico sobre Hielo se realizó en Berna (Suiza) del 25 al 30 de enero de 2011. Fue organizado por la Unión Internacional de Patinaje sobre Hielo (ISU) y la Federación Suiza de Patinaje sobre Hielo.
Las competiciones se efectuaron en el pabellón deportivo PostFinance-Arena de la capital suiza.

## Resultados

### Masculino
| Puesto | Nombre         | País            | Puntos |
| ------ | -------------- | --------------- | ------ |
| Oro    | Florent Amodio | Francia         | 226,86 |
| Plata  | Brian Joubert  | Francia         | 223,01 |
| Bronce | Tomáš Verner   | República Checa | 222,60 |

### Femenino
| Puesto | Nombre           | País      | Puntos |
| ------ | ---------------- | --------- | ------ |
| Oro    | Sara Meier       | Suiza     | 170,60 |
| Plata  | Carolina Kostner | Italia    | 168,54 |
| Bronce | Kiira Korpi      | Finlandia | 166,40 |

### Parejas
| Puesto | Nombre                            | País     | Puntos |
| ------ | --------------------------------- | -------- | ------ |
| Oro    | Aliona Savchenko / Robin Szolkowy | Alemania | 206,20 |
| Plata  | Yuko Kavaguti / Alexandr Smirnov  | Rusia    | 203,61 |
| Bronce | Vera Bazárova / Yuri Larionov     | Rusia    | 188,24 |

### Danza en hielo
| Puesto | Nombre                               | País        | Puntos |
| ------ | ------------------------------------ | ----------- | ------ |
| Oro    | Nathalie Péchelat / Fabian Bourzat   | Francia     | 167,40 |
| Plata  | Yekaterina Bobrova / Dmitri Solobiov | Rusia       | 161,14 |
| Bronce | Sinead Kerr / John Kerr              | Reino Unido | 157,49 |

## Medallero
| Núm. | País            | Oro | Plata | Bronce | Total |
| ---- | --------------- | --- | ----- | ------ | ----- |
| 1    | Francia         | 2   | 1     | 0      | 3     |
| 2    | Alemania        | 1   | 0     | 0      | 1     |
|      | Suiza           | 1   | 0     | 0      | 1     |
| 4    | Rusia           | 0   | 2     | 1      | 3     |
| 5    | Italia          | 0   | 1     | 0      | 1     |
| 6    | Finlandia       | 0   | 0     | 1      | 1     |
|      | Reino Unido     | 0   | 0     | 1      | 1     |
|      | República Checa | 0   | 0     | 1      | 1     |
|      | TOTAL           | 4   | 4     | 4      | 12    |